# (6151) Viget
(6151) Viget ist ein Asteroid des Hauptgürtels, der am 19. November 1987 vom US-amerikanischen Astronomen Edward L. G. Bowell an der Anderson Mesa Station des Lowell-Observatoriums (IAU-Code 688) in Flagstaff in Arizona entdeckt wurde.
Der Himmelskörper wurde nach dem Motto der Princeton University in New Jersey Dei sub numine viget („Unter Gottes Schutz blüht sie auf“) benannt, die zu den angesehensten und reichsten Universitäten der Welt gehört.